# Hetton-le-Hole
Hetton-le-Hole is een town en civil parish in het bestuurlijke gebied City of Sunderland, in het Engelse graafschap Tyne and Wear.